# Кайлат, Томас
Томас Кайлат (англ. Thomas Kailath; род. 7 июня 1935, Пуна, Индия) — американский учёный-математик, специалист в области обработки сигналов, теории информации и теории управления. Эмерит-профессор Стэнфордского университета.

## Биография
- Родился в Индии в семье христиан апостола Фомы[6] и получил степень бакалавра в местном колледже.
- Получил степень магистра в 1959 году и защитил диссертацию доктора философии в Массачусетском технологическом институте в 1961 году.
- В 1961—1962 году работал в Лаборатории реактивного движения[7].
- В 1963—2001 годах преподает в Массачусетском технологическом институте[8].

## Награды
В число наград входят: Стипендия Гуггенхайма (1969—1970), Премия Шеннона (2000), Медаль почёта IEEE (2007), BBVA Foundation Frontiers of Knowledge Awards (2009), Падма Бхушан (2009), Национальная научная медаль США (2014), Премия основателей NAE (2018).
Является членом Национальной академии наук США (2000) и Американской академии искусств и наук. Иностранный член Лондонского королевского общества (2009), Индийской национальной академии наук (2014).
С 2005 года ежегодно проводится чтение лекций, названных его фамилией.

## Книги
- Сверхбольшие интегральные схемы и современная обработка сигналов: Пер. с англ. / Под ред. С. Гуна, Х. Уайтхауса, Т. Кайлата. – М.: Радио и связь, 1989. – 472 с.:ил.